# Грац
Грац, також Городець (нім. Graz, словен. Gradec («малий замок»), словац. Štajerský Hradec, чеськ. Štýrský Hradec) — місто на південному сході Австрії, центр федеральної землі Штирія. Грац — друге за величиною місто Австрії, нараховує 240 тисяч мешканців.

## Географія
Місто розміщене на річці Мура, в південно-східній Австрії приблизно за 200 км на південний захід від Відня, 2,5 години на потязі або 2 години на автівці. Найближче велике місто Марибор у Словенії на відстані приблизно 50 км. Грац є столицею і найбільшим містом у Штирії, має великі площі лісових масивів.

### Сусідні муніципалітети
Ці міста та села межують з Грацом:
- на північ: Граткорн, Штаттегг, Вайніцен
- на схід: Кайнбах-бай-Грац, Гарт-бай-Грац, Рааба
- на південь: Гессендорф, Фельдкірхен-бай-Грац, Зайрсберг
- на захід: Аттендорф, Таль, Юдендорф-Штрасенгель

### Райони
Грац розділений на 17 муніципальних районів (Stadtbezirke):

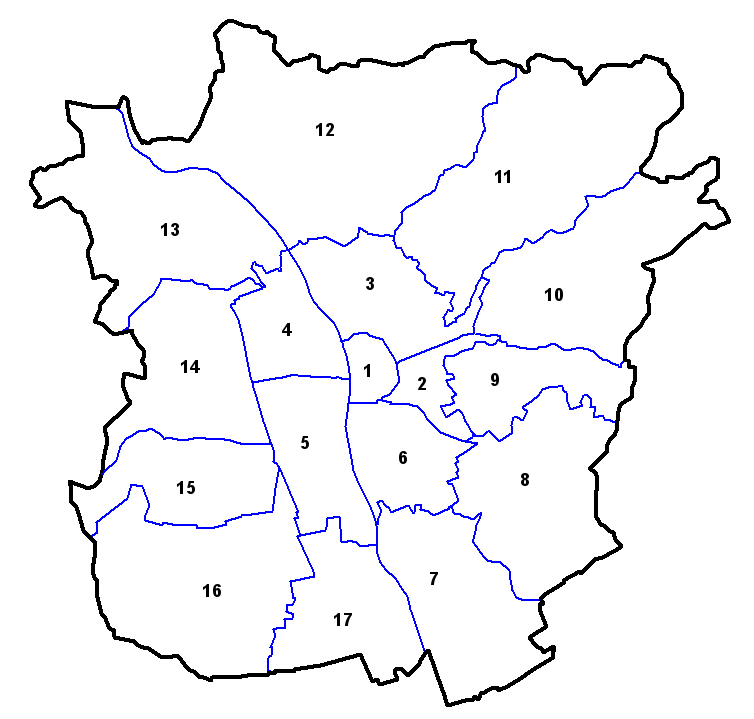
Райони Граца

| 1. Innere Stadt (3,250) 2. St. Leonhard (14,683) 3. Geidorf (23,746) 4. Lend (33,767) 5. Gries (30,767) 6. Jakomini (31,601) 7. Liebenau (16,173) 8. St. Peter (16,570) 9. Waltendorf (12,347) | 10. Ries (6,121) 11. Mariatrost (10,137) 12. Andritz (19,493) 13. Gösting (11,376) 14. Eggenberg (24,753) 15. Wetzelsdorf (16,757) 16. Straßgang (20,627) 17. Puntigam (10,619) |

## Історія
Найстаріше поселення на території сучасного міста Грац належить до мідного віку. Проте історичної спадкоємності поселення до середньовіччя не існує.
У 12 столітті герцоги під владою Бабенбергів перетворили місто на важливий торговий центр. Пізніше Грац перейшов під владу Габсбургів і в 1281 році отримав особливі привілеї від короля Рудольфа I.
У 14 столітті Грац став містом резиденції внутрішньоавстрійської лінії Габсбургів. Королівські особи жили в замку Шлосберг і звідти правили Штирією, Каринтією, більшою частиною сучасної Словенії та частинами Італії (Карніола, Гориція та Градіска, Трієст).

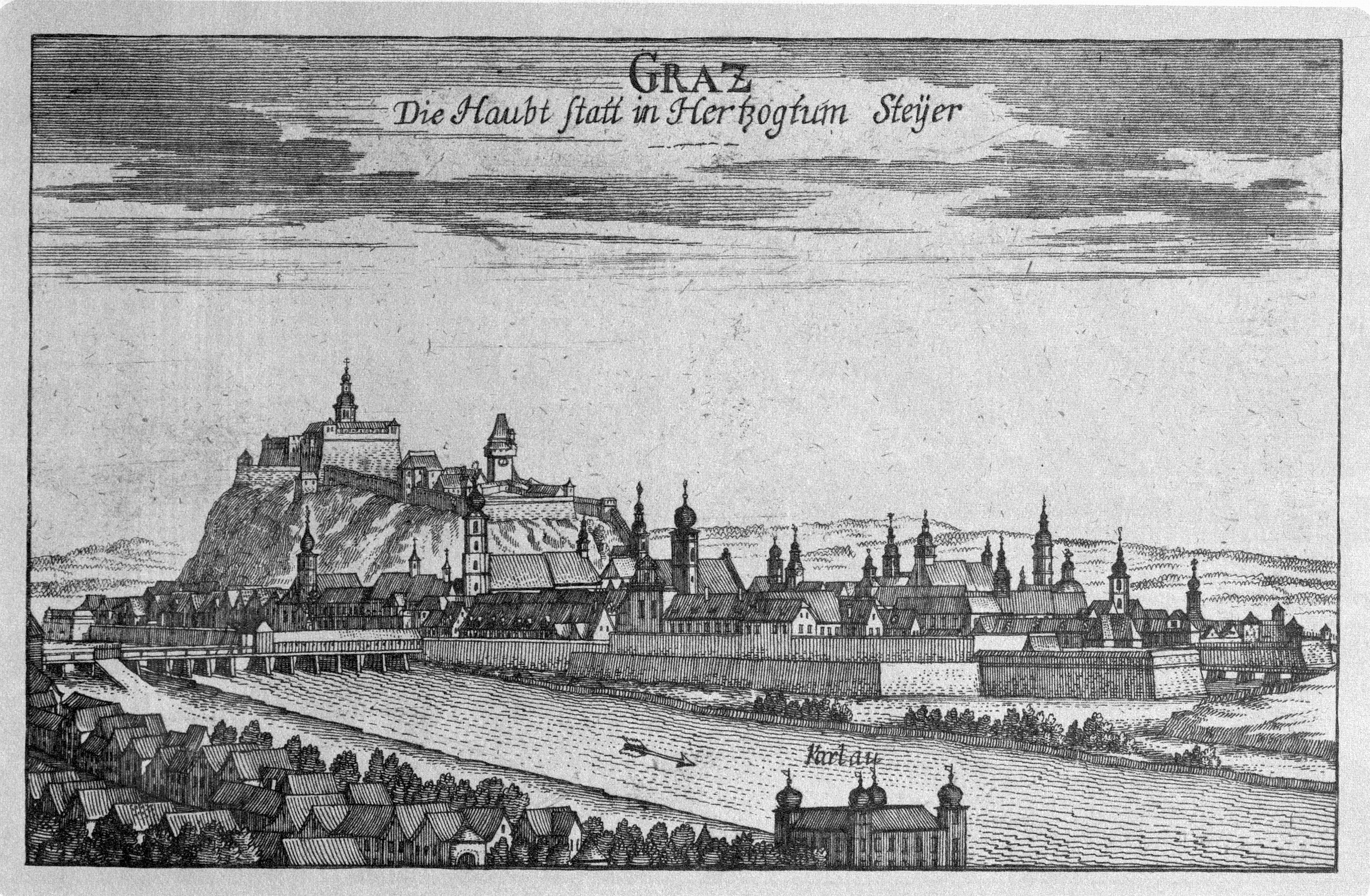
Грац, малюнок Георга Фішера (1670)

У 16 столітті дизайн і планування міста переважно контролювали італійські архітектори та художники епохи Відродження. Однією з найвідоміших будівель цього стилю є Ландхаус, який спроєктував Доменіко дель Алліо та який місцеві правителі використовували як урядову штаб-квартиру.
Університет Граца був заснований ерцгерцогом Карлом II у 1585 році, це найстаріший університет міста. Більшу частину свого існування він контролювався католицькою церквою, а в 1782 році був закритий Йосипом II, намагаючись отримати державний контроль над навчальними закладами. Йосип II перетворив його на ліцей, де навчали державних службовців та медичних працівників. 1827 року він був відновлений як університет імператором Францом I, і отримав назву «Університет Карла-Франциска» . Зараз у цьому університеті навчається понад 30 000 студентів.
Астроном Йоганнес Кеплер жив у Граці недовгий період. Він працював вчителем математики і був професором математики в університеті Граца, але все ж знаходив час для вивчення астрономії. Він виїхав з Граца до Праги, коли лютеранам було заборонено відвідувати місто.
Людвіг Больцман був професором математичної фізики з 1869 по 1890 рік. У цей час Нікола Тесла вивчав електротехніку в Політехніці в 1875 році.
Лауреат Нобелівської премії з літератури Отто Леві викладав в університеті Граца з 1909 по 1938 рік. Іво Андрич, лауреат Нобелівської премії з літератури 1961 року, здобув ступінь доктора в університеті Граца. Ервін Шредінгер був ректором Університету Граца в 1936 році.
Грац розташований у центрі сучасної Bundesland (землі) Штирії. Марка — старонімецьке слово, яке вказує на велику площу землі, яка використовується як оборонний кордон, на якій селян навчають, як організовуватись і боротися у разі вторгнення. Маючи стратегічне розташування — відкрита родюча долина Мур, Грац історично був ціллю загарбників, таких як угорці під керівництвом Матіаша Корвіна в 1481 році та турки-османи в 1529 і 1532 роках. Окрім замку Рігерсбург, Шлосберг було єдиним укріпленням у регіоні, яке ніколи не потрапляло під владу турків-османів. У Граці знаходиться провінційна зброя, яка є найбільшою у світі історичною колекцією зброї пізнього середньовіччя та ренесансу. Він зберігся з 1551 року і налічує понад 30 000 експонатів.
З початку 15 століття Грац був резиденцією молодшої гілки Габсбургів, які успадкували імператорський престол у 1619 році в особі імператора Фердинанда II, який переніс столицю до Відня. Наприкінці 16 століття на Шлосбергу були побудовані нові укріплення. Армія Наполеона зайняла Грац у 1797 році. 1809 року місто витримало черговий штурм французької армії. Під час цієї атаки командувач фортеці отримав наказ захищати її з близько 900 чоловік від близько 3000 армії Наполеона. Він успішно захистив Шлосберг від восьми атак, але вони були змушені відмовитися після того, як Велика Армія окупувала Відень і імператор наказав здатися. Після поразки Австрії наполеонівськими військами в битві при Ваграмі в 1809 році укріплення були зруйновані за допомогою вибухівки, як це було передбачено Шенбруннським миром того ж року. Дзвіниця (Glockenturm) і вежа з годинником (Uhrturm), яка є провідною туристичною визначною пам'яткою і слугує символом Граца, були врятовані після того, як громадяни Граца заплатили викуп за їх збереження.

## Населення
| Рік  | Нас.    | ±%      |
| ---- | ------- | ------- |
| 1869 | 98,229  | —       |
| 1880 | 116,770 | +18.9 % |
| 1890 | 135,660 | +16.2 % |
| 1900 | 168,808 | +24.4 % |
| 1910 | 193,790 | +14.8 % |
| 1923 | 199,578 | +3.0 %  |
| 1934 | 210,845 | +5.6 %  |
| 1939 | 208,106 | −1.3 %  |

| Рік  | Нас.    | ±%      |
| ---- | ------- | ------- |
| 1951 | 226,476 | +8.8 %  |
| 1961 | 237,080 | +4.7 %  |
| 1971 | 249,089 | +5.1 %  |
| 1981 | 243,166 | −2.4 %  |
| 1991 | 237,810 | −2.2 %  |
| 2001 | 226,244 | −4.9 %  |
| 2011 | 262,566 | +16.1 % |
| 2019 | 292,269 | +11.3 % |

Останні дані про населення не дають повної картини, оскільки враховуються лише особи зі статусом основного проживання, а особи зі статусом вторинного проживання — ні. Більшість людей із вторинним статусом проживання в Граці є студентами. На кінець 2016 року в Граці було 33 473 особи із вторинним статусом проживання.
| Національність       | Населення (1 січня 2021) |
| -------------------- | ------------------------ |
| Румунія              | 10,222                   |
| Хорватія             | 9,326                    |
| Німеччина            | 9,023                    |
| Боснія і Герцеговина | 7,398                    |
| Туреччина            | 5,581                    |
| Угорщина             | 4,718                    |
| Словенія             | 3,237                    |
| Афганістан           | 3,001                    |
| Сирія                | 2,751                    |
| Італія               | 2,599                    |
| Росія                | 2,331                    |
| Косово               | 1,856                    |
| Сербія               | 1,798                    |
| Словаччина           | 1,740                    |
| Болгарія             | 1,127                    |

## Клімат
Містечко Грац лежить на південний схід від Альп, які захищають його від домінуючих західних вітрів, які приводять фронти з Північної Атлантики в північно-західній і центральній Європі. Через цей чинник погода в Граці зазнає середземноморського впливу. Грац має більше сонячних днів на рік, ніж Відень або Зальцбург, а також менше вітряних та дощових днів. Грац лежить в улоговині, що відкрита лише на південь, внаслідок чого клімат тепліший, ніж можна було б очікувати на цій широті. Рослини, властиві для місцевості Граца, зазвичай зростають набагато південніше. Проте цей м'який клімат негативно позначається на якості повітря, він робить місто схильним до смогу в зимовий період. Вихлопні гази з приблизно 120000 автомобілів у Граці є найбільшим джерелом забруднення його повітря.
- Середня температура: Аеропорт Граца 8,7 ° С
- Середня кількість опадів: 818 мм, у середньому 92 днів з дощем (Грацький університет)
- Середня кількість годин сонячного сяяння: 1890 (Грацький університет)

| Клімат Граца (1971–2000)                   | Клімат Граца (1971–2000) | Клімат Граца (1971–2000) | Клімат Граца (1971–2000) | Клімат Граца (1971–2000) | Клімат Граца (1971–2000) | Клімат Граца (1971–2000) | Клімат Граца (1971–2000) | Клімат Граца (1971–2000) | Клімат Граца (1971–2000) | Клімат Граца (1971–2000) | Клімат Граца (1971–2000) | Клімат Граца (1971–2000) | Клімат Граца (1971–2000) |
| Показник                                   | Січ.                     | Лют.                     | Бер.                     | Квіт.                    | Трав.                    | Черв.                    | Лип.                     | Серп.                    | Вер.                     | Жовт.                    | Лист.                    | Груд.                    | Рік                      |
| Абсолютний максимум, °C                    | 21,0                     | 20,5                     | 25,1                     | 28,8                     | 34,1                     | 34,3                     | 38,1                     | 38,1                     | 32,0                     | 26,4                     | 23,0                     | 19,2                     | 35,5                     |
| Середній максимум, °C                      | 2,8                      | 5,8                      | 10,7                     | 15,3                     | 20,5                     | 23,4                     | 25,3                     | 24,7                     | 20,4                     | 14,6                     | 7,7                      | 3,6                      | 14,6                     |
| Середня температура, °C                    | −1                       | 1,0                      | 5,1                      | 9,6                      | 14,6                     | 17,7                     | 19,5                     | 18,9                     | 14,7                     | 9,4                      | 3,7                      | 0,1                      | 9,4                      |
| Середній мінімум, °C                       | −3,8                     | −2,9                     | 1,0                      | 4,9                      | 9,5                      | 12,7                     | 14,7                     | 14,3                     | 10,6                     | 5,9                      | 0,9                      | −2,3                     | 5,5                      |
| Абсолютний мінімум, °C                     | −20,2                    | −19,3                    | −17,2                    | −5,5                     | −1,3                     | 3,6                      | 6,3                      | 4,9                      | 0,8                      | −6,4                     | −12,7                    | −17,5                    | −20,2                    |
| Середня кількість сонячних годин на місяць | 90,4                     | 117,8                    | 145,7                    | 166,4                    | 210,0                    | 213,0                    | 234,4                    | 226,9                    | 174,0                    | 139,6                    | 93,0                     | 78,8                     | 1890,0                   |
| Норма опадів, мм                           | 23.9                     | 30.4                     | 44.1                     | 49.0                     | 86.0                     | 117.8                    | 125.1                    | 113.0                    | 81.1                     | 61.7                     | 51.9                     | 34.9                     |                          |
| Днів з опадами                             | 4,8                      | 4,8                      | 6,6                      | 7,9                      | 10,6                     | 11,5                     | 10,7                     | 9,7                      | 7,5                      | 6,3                      | 6,5                      | 5,2                      |                          |
| Днів зі снігом                             | 15,6                     | 10,0                     | 4,1                      | 0,5                      | 0,0                      | 0,0                      | 0,0                      | 0,0                      | 0,0                      | 0,0                      | 2,8                      | 9,1                      | 42,1                     |
| ------------------------------------------ | ------------------------ | ------------------------ | ------------------------ | ------------------------ | ------------------------ | ------------------------ | ------------------------ | ------------------------ | ------------------------ | ------------------------ | ------------------------ | ------------------------ | ------------------------ |

## Транспорт

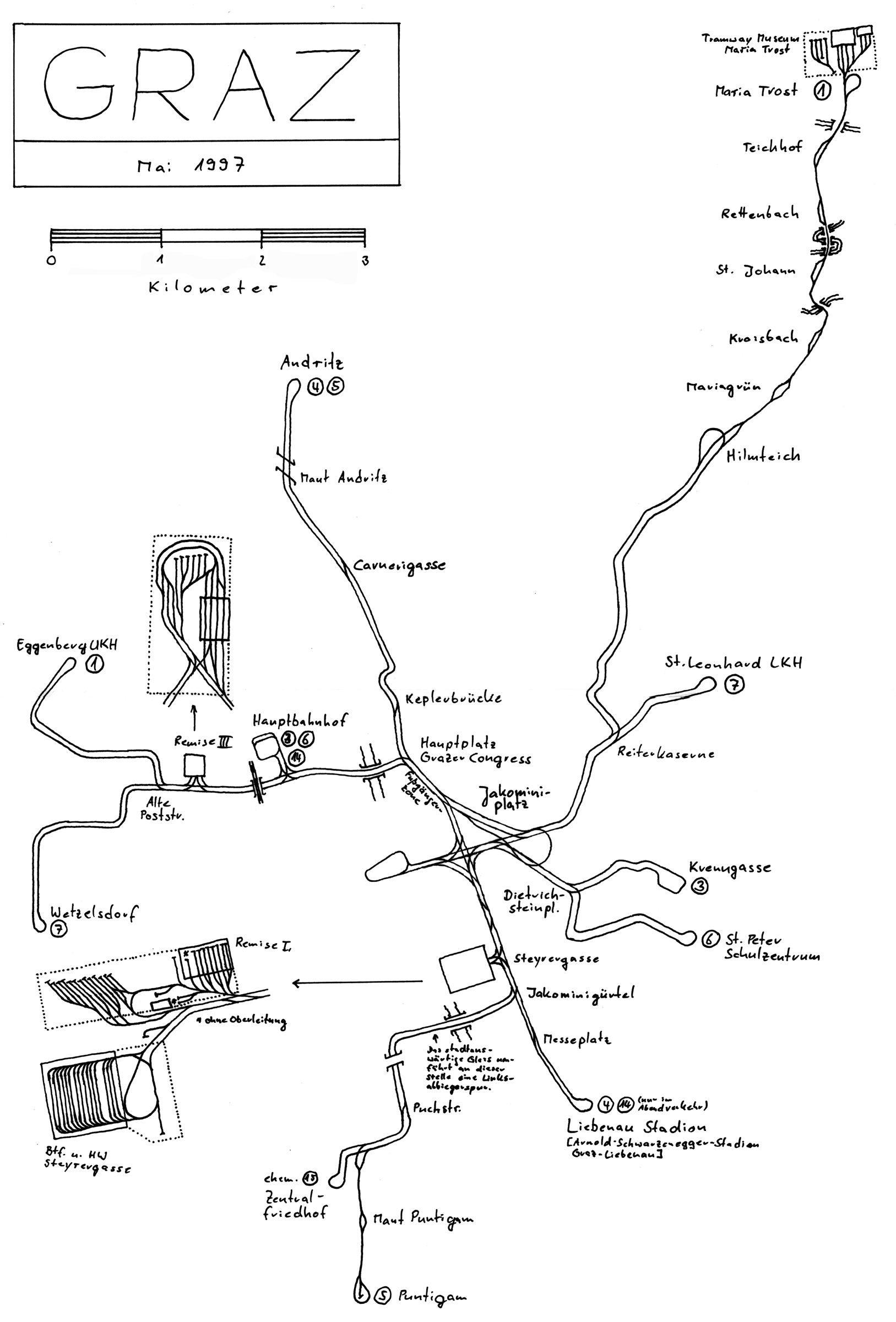
Трамвайна мережа Граца на 1997.

Широка мережа громадського транспорту Граца дозволяє легко пересуватися містом без автомобіля. Автобусна мережа охоплює усе місто. Її доповнює трамвайна мережа, що складається з шести маршрутів, два з яких ідуть до старої частини міста з головного залізничного вокзалу (Hauptbahnhof). Крім того, існує сім нічних автобусних маршрутів, але вони діють лише у вихідні дні і вечорами перед святковими днями. На головному залізничному вокзалі (Hauptbahnhof) є багато прямих потягів до більшості великих міст Австрії: Відня, Зальцбурга, Інсбрука, а також Марибора і Любляни в Словенії, Загреба в Хорватії, Праги в Чехії, Будапешта в Угорщині і Цюриха в Швейцарії. Потяги до Відня вирушають кожної години.
Аеропорт Граца розташований приблизно за 10 км на південь від центру міста і в декількох хвилинах ходьби від залізничного вокзалу. Є рейси до Берліна, Кельна / Боннаа, Дюссельдорфа, Франкфурта-на-Майні, Лондона, Мюнхена,Штутгарта, Цюриха, Жирони та Барселони (від 8/11/2007) і Осло.
Фунікулер Шлосбергбан та платний ліфт Шлосберг, сполучають центр міста з замком Шлосберг.

## Здоров'я
У Граці є сім лікарень, кілька приватних клінік і санаторіїв, а також 44 аптеки.
Університетська лікарня Граца (LKH-Universitäts-Klinikum Graz) розташована у східній частині Граца і має 1556 ліжок і 7190 співробітників. Регіональна лікарня Грац II (LKH Graz II) має два офіси в Граці. Західна дільниця (LKH Graz II Standort West) розташована в Еггенбергі і має 280 ліжок і близько 500 співробітників, південна (LKH Graz II Standort Süd) спеціалізується на неврології та психіатрії і розташована в Штрассганзі з 880 ліжками та 1100 співробітниками. Лікарня для нещасних випадків AUVA (Unfallkrankenhaus der AUVA) знаходиться в Еггенбергу і має 180 ліжок і загалом 444 співробітника.
Клініка Альберта Швейцера в західній частині міста є геріатричною лікарнею на 304 ліжка, лікарня Святого Іоанна Божого (Krankenhaus der Barmherzigen Brüder) має два відділення в Граці, одне в Ленді на 225 ліжок і одне в Еггенберзі на 260 ліжок. Лікарня ордена Святої Єлизавети (Krankenhaus der Elisabethinen) в Грісі налічує 182 ліжка.
Приватні клініки та санаторії: Privatklinik Kastanienhof, Privatklinik Leech, Privatklinik der Kreuzschwestern, Sanatorium St. Leonhard, Sanatorium Hansa та Privatklinik Graz-Ragnitz.
Екстрену медичну допомогу в Граці надає виключно Австрійський Червоний Хрест. Постійно в режимі очікування перебувають дві машини швидкої допомоги (NEF — Notarzteinsatzfahrzeug), дві NAW (Notarztwagen — машини швидкої допомоги, у яких крім звичайного персоналу є лікар) та близько 30 RTW (Rettungswagen — звичайні машини швидкої допомоги). Крім того, Червоний Хрест керує кількома автомобілями швидкої допомоги (KTW — Krankentransportwagen) та мобільним відділенням інтенсивної терапії (MICU) для транспортування пацієнтів без невідкладної допомоги до лікарень та між ними. Окрім Червоного Хреста, швидку допомогу керують Альянс робітників-самаритян (Arbeiter-Samariter-Bund Österreichs), австрійська організація Корпусу швидкої допомоги Мальтійського ордена (Malteser Hospitaldienst Austria) та Зелений хрест (Grünes Kreuz) (KTW).) для неекстренного транспортування пацієнтів. На додаток до автомобілів, є також вертоліт повітряної швидкої допомоги C12, розміщений в аеропорту Граца, укомплектований лікарем швидкої допомоги на додаток до звичайного персоналу.

## Бізнес-перспективи та економіка
Грац, регіональний економічний центр, який відповідає за близько 40 % робочих місць у регіоні. Провінція також славиться провідними екологічними технологіями та відновлюваною енергією. Основний гравець на машинобудівному ринку Magna Steyr AG & Co KG має свій завод у цьому районі. Грац пропонує низку сучасних ділових центрів, а також відремонтовані історичні місця.
Місто є серцем австрійської освіти. 6 університетів щороку приймають понад 60 000 студентів з усього світу.
Грац — одне з найбільш економічно плідних міст Європи, річний ВВП якого складає 47,2 млрд євро. Грац забезпечує майже 13 % австрійського ВВП, ставлячи своїх громадян на одне з найвищих місць за австрійськими стандартними ставками купівельної спроможності. Середній клієнт у Граці може витратити 33 000 євро, що на 15 % більше, ніж у середньому по Європі.

## Освіта, культура

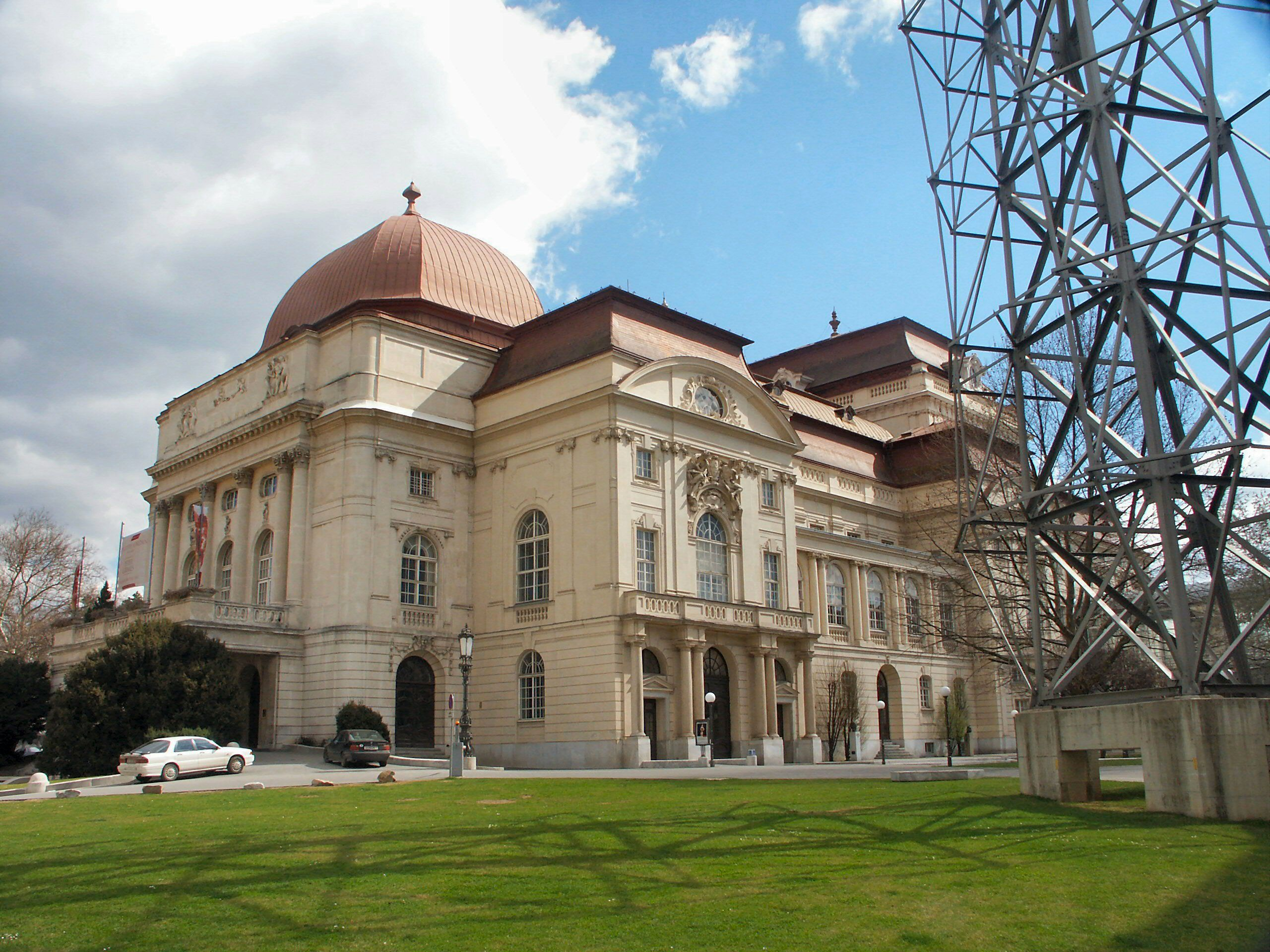
Оперний театр

### Навчальні заклади
У місті розміщений другий за величиною університет Австрії — Грацький університет імені Карла і Франца (нім. Karl-Franzens-Universität Graz).
Грацький медичний університет (нім. Medizinische Universität Graz).
Грацький технічний університет (нім.Technische Universität Graz).
Університет музики та театру Граца (нім. Universität für Musik und darstellende Kunst Graz).
Університет прикладних наук (нім. Fachhochschule Joanneum).

### Фестивалі
Музичні фестивалі:
- Styriarte— найграндіозніший фестиваль класичної музики, який проходить з середини червня до середини липня.
- Фестиваль електронної музики
- Jazzsommer—Graz фестиваль джазової музики
- Фестивалі сучасного мистецтва
- Штирійская осінь

Впродовж всієї осені в Граці проходять різні фермерські фестивалі, де представлені національні австрійські страви та можливість покупки натуральних фермерських продуктів.

## Спорт
ФК «Штурм» є головним футбольним клубом міста. інша футбольна команда «Грацер» у 2007 році через фінансові проблеми, втратила професійний статус і грає на аматорському рівні.
Хокейний клуб Грац 99-ерс виступає в Австрійської хокейної лізі.
Місто претендувало на Зимові Олімпійські ігри 2002 року в 1995 році, але програло вибори Солт-Лейк-Сіті.

## Пам'ятки та туризм
У 1999 році старе місто Граца було занесено до списку Світової спадщини ЮНЕСКО в 1999 р. через гармонійне співіснування типових будівель різних епох і в різних архітектурних стилях. Розташоване на культурному кордоні між Центральною Європою, Італією та Балканськими державами, Грац увібрав різні впливи сусідніх регіонів і таким чином набув свого виняткового міського пейзажу. Сьогодні історичний центр — це понад 1000 будівель, вік яких коливається від готики до сучасності.
Найважливішими пам'ятками міста є:
- Замкова Гора (Schlossberg) — пагорб в центрі міста Грац, місце зруйнованої фортеці.
- Годинникова вежа (Uhrturm) — символ Граца, на вершині Замкової гори.
- Міська ратуша Граца (Rathaus)
- Театр Граца (Schauspielhaus) — головний театр міста.
- Оперний театр Граца (Opernhaus) — головне місце проведення оперних та балетних вистав. Є другим за величиною оперним театром в Австрії.
- Розписний будинок (Gemaltes Haus). Будинок повністю розмальований фресками у стилі бароко ще у 1742 році митцем Йоханом Майєром.
- Острів на Мурі (Мурінсель), штучний острів у річці Мур.
- Замок Еггенберг (Schloss Eggenberg) палац у стилі бароко на західній околиці Граца з державними кімнатами та музеєм. 2010 року його було додано до існуючого об'єкта Світової спадщини історичного центру Граца.

### Храми
- Грацький собор — пізньоготична церква, побудована між 1438—1462 роками на місці більш ранньої релігійної споруди. Особливо слід відзначити головний портал, прикрашений гербом імператора Фрідріха III. На південній стіні можна виявити залишки пізньоготичної фрески 15-го століття.
- Базиліка Маріатрост (народження Діви Марії) — красива барокова базиліка, розташована на вершині пагорба. Має гарний інтер'єр в стилі бароко, дивовижний вівтар і фрески.
- Церква святого Серця — неоготична церква, побудована в 1887 році. Є найбільшою релігійною спорудою в Граці та має третю за величиною церковну вежу в Австрії (109,6 м), а також чудові вітражі.
- Собор Святого Егідія — архітектурний шедевр 15 століття, що є одним із головних каталітичних соборів міста та Австрії. Зведення будівлі розпочали разом із будівництвом палацу для Фрідріха Другого. У 16 столітті собор було передано єзуїтам. У 20 столітті інтер'єри набули того вигляду, в якому існують зараз: керівником реставраційних робіт був К. Лоренцо.

### Музеї
- Музей сучасного мистецтва Граца (Kunsthaus)
- Збройова палата Штирії — Арсенал має сьогодні найбільше в світі зібрання історичної зброї. У музеї експонується понад 30 000 одиниць зброї, інструментів, бойових обладунків та парадного одягу.
- Museum im Palais — музей історії культури Штирії від Середньовіччя до сьогодення.
- Нова галерея образотворчого мистецтва 19-20 ст.
- Музей природознавства — виставка ботаніки, мінералогії та зоології.
- Міський музей Граца
- Forum Stadtpark — музей сучасного мистецтва.
- Camera Austria — музей сучасної фотографії.
- Volkskundemuseum — музей народної культури та історії.
- Diözesanmuseum — музей римо-католицької церкви.
- Literaturhaus — музей сучасної німецької літератури.
- Kindermuseum Frida&Fred — музей для дітей.
- Музей трамваїв — у музеї представлено 40 історичних трамваїв, найстаріший з 1873 року.
- Музей кримінології
- Музей авіації (Luftfahrtmuseum)
- Колекція Ганнса Шелла — найбільший в світі музей ключів і замків.
- Австрійський парк скульптур.

### Громадські простори
У Граці є багато тихих і красивих місць для відпочинку від міської суєти, наприклад, у доглянутих парках і садах.
- Міський парк Граца є найбільшим громадським парком у місті. Був заснований у 1869 році за мера Моріце фон Франко. Приводом до організації парку стала передача колишніх військових земель муніципалітету міста. Парк був відкритий у 1873 році за фінансової допомоги «Асоціації з благоустрою міста Граца», яку відкрив Моріц фон Франко і був її головою навіть після виходу з міської політики. Парк створювався у стилі англійського саду, висаджувалися рідкісні та екзотичні дерева у фасадній частині паркової зони. 1981 року в парку з'явилися велосипедні доріжки для любителів активного відпочинку на природі. Поруч із центральним фонтаном наприкінці 50-х років 20 століття почали збиратися творчі люди. В результаті було створено кафе, яке отримало назву Форум міського парку. Наразі міський парк є улюбленим місцем відпочинку та зустрічей мешканців міста.
- Schlossbergk — пагорб, вкритий деревами, і місце розташування фортеці в центрі міста Грац. Зараз пагорб є громадським парком, звідки відкривається прекрасний вигляд на місто.
- Stadtpark — величезний зелений острів посеред міста. Цей парк є надбанням Unesco. У парку з озером, величезною зеленою територією, магноліями  та іншими квітучими деревами.
- Augartenpark — парк із просторими газонами та алеями, який  радує відвідувачів різного віку з початку 20 століття. Займаючи площу приблизно 75 000 м², Аугартен є одним із найважливіших міських відкритих просторів. Музей Фріда та Фред розташований на теренах парку.

### Харчування
У місті велике різноманіття кафе та ресторанів, де представлені різні кухні світу, зокрема національна кухня.
Найкращі страви національної кухні в класичному виконанні пропонує своїм гостям ресторан Ohnime. Його меню сподобається шанувальникам рибних страв, а ласунів порадує великий вибір оригінальних десертів. Ресторан може похвалитися багатою винною картою. Двічі на рік він перетворюється з рядового гастрономічного закладу на дегустаційний центр, на заходах представляють напої найкращі виробники вин. Любителям м'ясних страв більше сподобається відпочивати в ресторані 3 goldene Kugeln.
У кожному з національних ресторанів крім традиційного шніцелю та різних м'ясних рагу можна скуштувати десятки видів сосисок та ковбасок, приготовлених на грилі. Такі м'ясні делікатеси давно стали і поширеною «вуличною їжею», яку можна купити у численних невеликих наметах та кіосках.
Найпоширенішим варіантом десерту є яблучний струдель, який у Граці готують буквально у всіх місцевих кафе. Ще оригінальнішим видом десерту є «кайзершмаррн» — солодкий омлет, у який у процесі приготування додають родзинки, цукор та корицю. Також у Граці є Cafe Sacher де можна скуштувати традиційний австрійський торт «Захер».

### Нічне життя
Грац — це місто з вражаючою різноманітністю барів і клубів, де можна провести вечір. Майже кожен музичний жанр має своє місце в місті, те саме стосується атмосфери бару.  У місті можна знайти традиційно Штирійські, ірландські чи англійські паби.
Найкращі місця, щоб насолодитися нічним життям у Граці: Бар фармації, паб Office, кафе Mitte, Murphy's Sports Bar, The Pub, Up25 Cocktail Bar, Dreizehn Genussbar, Gosser Brau Graz, M1 та Flan O'Brien, клуб Three Monkeys, Club Motion, клуб Postgarage, Q Club, Scheinbar Club — Bar — Lounge.

## Відомі уродженці
- Рудольф Барч (1873—1952) — австрійський письменник
- Алоїз фон Відманштеттен (1753—1849) — австрійський друкар, промисловець, науковець
- Карл Маєр (1894—1944) — німецький письменник і сценарист австрійського походження
- Гайнріх Пфустершмід-Гардтенштайн (* 1927) — колишній австрійський дипломат
- Томас Главінич (* 1972) — австрійський письменник-фантаст.
- Арнольд Шварценеггер — американський актор австрійського походження, бізнесмен, політик, бодибілдер (культурист).
- Павлик Володимир — заступник командира і шеф штабу Воєнної округи УПА «Сян».
- Франц Фердинанд — австрійський ерцгерцог.
- Душенко Тетяна (1916—1982) — українська письменниця, малярка.
- Карл Гіллер — ректор Чернівецького університету (1885—1886); голова Грацького університету (1898—1905).
- Максиміліан Алоїз Фюґер фон Рехтборн — професор і ректор Львівського університету.[24]
- Карл Пенеке — австрійський природознавець, що тривалий час працював на Буковині
- Георг Фрідріх Гаас (* 1953) — австрійський композитор.